# アトラスタワー六本木
アトラスタワー六本木（アトラスタワーろっぽんぎ）は、東京都港区六本木にある高層マンション。

## 概要
六本木と乃木坂の中央に位置し、隣り合って建っていた「天城六本木マンション」（地上8階、24戸、1971年竣工）と「ホーマットガーネット」（地上7階、8戸、1980年竣工）が老朽化したため、共同で建替えを行おうとマンション建替え円滑化法に則り、六本木7丁目マンション建替組合を設立。それに旭化成ホームズが事業協力者･参加組合員として加わり、集合住宅の建設に着手。2010年3月に全体が完成した。
この建て替えは、都内のマンション建替え円滑化法での事業としては9例目、2棟の共同建替え事業としては全国初だった。
建設に際しては都心居住型総合設計制度を活用し、基準容積率の2倍近い721%とする緩和許可を受け、28階・約100mの超タワーを実現した。また、居住者のライフスタイルの要求にも将来にわたって対応できるよう、SIプランシステムを採用した。

## 沿革
- 2003年（平成15年） 天城六本木マンションで建て替えの検討を開始。
- 2006年（平成18年）10月20日 - 六本木7丁目マンション建替組合設立。
- 2007年（平成19年）5月 - 権利変換認可。着工。
- 2010年（平成22年）3月 - 全体が竣工。

### 注
1. ↑  2011年、旭化成ホームズが不動産開発部門を旭化成不動産に移管。同時に旭化成不動産レジデンスに社名変更。